# Une vie chinoise
Une vie chinoise est un roman graphique français coécrit par Li Kunwu (李昆武) et Philippe Ôtié et illustré par Li Kunwu. Le livre décrit la vie de Li Kunwu au cours de la révolution culturelle. En France Kana a publié le livre.

## Les auteurs
Li Kunwu est un artiste né en 1955, il a reçu une proposition pour faire un roman graphique sur sa vie en 2005. Le co-écrivain, Philippe Ôtié, est un diplomate. 

## Éditions
1. Le temps du père, 2009  (ISBN 978-2-505-00608-4)
2. Le temps du Parti, 2009  (ISBN 978-2-505-00761-6)
3. Le temps de l'Argent, 2011  (ISBN 978-2-505-00882-8)

- Intégrale, 2015  (ISBN 978-2-505-06503-6)

## Traduction
Edward Gauvin a traduit le livre en anglais. SelfMadeHero (EN) a publié la version anglaise.

## Réception
James Smart de The Guardian a écrit que "This ambitious graphic novel pulls you to the chest of the world's latest superpower, shows you something of what it has gained and lost, and lets you go, 60 years later, drained and intrigued and feeling as though you know China's great, tangled present a little bit better."

## Prix et récompenses
- Prix Ouest-France, 2010
- Prix Château de Cheverny de la bande dessinée historique 2010 des Rendez-vous de l'histoire, à Blois (Loir-et-Cher)[4]